# Друнча, Даниэла
Даниэла Друнча (рум. Daniela Druncea; род. 2 ноября 1990, Буфтя) — румынская гребная рулевая, выступающая за сборную Румынии по академической гребле с 2013 года. Бронзовая призёрка летних Олимпийских игр в Рио-де-Жанейро, чемпионка мира, четырёхкратная чемпионка Европы, победительница и призёрка многих регат национального значения. Также известна как гимнастка.

## Биография
Даниэла Друнча родилась 2 ноября 1990 года в городе Буфтя, Румыния. В детстве серьёзно занималась спортивной гимнастикой, выступала на уровне национальной сборной, в частности в 2007 году выиграла бронзовую медаль на чемпионате мира в Штутгарте в зачёте женского командного многоборья.
В 2009 году завершила карьеру в гимнастике и перешла в академическую греблю, где исполняла роль рулевой. Проходила подготовку в Бухаресте в столичном гребном клубе «Олимпия».
Первого серьёзного успеха в гребле добилась в сезоне 2013 года, когда вошла в основной состав румынской национальной сборной и выступила на чемпионате Европы в Севилье, где завоевала золотую медаль в распашных рулевых восьмёрках. Кроме того, в той же дисциплине стала серебряной призёркой на этапе Кубка мира в Люцерне и на чемпионате мира в Чхунджу — уступила здесь только экипажу из Соединённых Штатов.
В 2014 году в восьмёрках одержала победу на европейском первенстве в Белграде, была второй на этапе Кубка мира в Люцерне и четвёртой на мировом первенстве в Амстердаме.
В 2015 году получила бронзу на чемпионате Европы в Познани, стала четвёртой на этапе Кубка мира в Люцерне, тогда как на чемпионате мира в Эгбелете сумела квалифицироваться лишь в утешительный финал B и расположилась в итоговом протоколе соревнований на седьмой строке.
Благодаря череде удачных выступлений удостоилась права защищать честь страны на летних Олимпийских играх 2016 года в Рио-де-Жанейро — в составе экипажа, куда также вошли гребчихи Роксана Коджану, Йоана Струнгару, Лаура Опря, Михаэла Петрилэ, Мэдэлина Береш, Аделина Богуш, Андрея Богьян и Юлиана Попа, в решающем финальном заезде восьмёрок пришла к финишу третьей позади команд из США и Великобритании — тем самым завоевала бронзовую олимпийскую медаль.
После Олимпиады Друнча осталась в составе гребной команды Румынии и продолжила принимать участие в крупнейших международных регатах. Так, в 2017 году в восьмёрках она одержала победу на этапе Кубка мира в Люцерне, на чемпионате Европы в Рачице и на чемпионате мира в Сарасоте.
В 2018 году восьмёрках выиграла европейское первенство в Глазго, в то время как на мировом первенстве в Пловдиве оказалась в финале пятой.